# モンタグート
モンタグート（伊: Montaguto）は、イタリア共和国カンパニア州アヴェッリーノ県にある、人口約400人の基礎自治体（コムーネ）。

## 地理

### 位置・広がり

#### 隣接コムーネ
隣接するコムーネは以下の通り。括弧内のFGはフォッジャ県（プッリャ州）所属を示す。
- グレーチ
- オルサーラ・ディ・プーリア (FG)
- パンニ (FG)
- サヴィニャーノ・イルピーノ